# Lopadea Nouă (gmina)
Lopadea Nouă – gmina w Rumunii, w okręgu Alba. Obejmuje miejscowości Asinip, Băgău, Beța, Cicârd, Ciuguzel, Lopadea Nouă, Ocnișoara i Odverem. W 2011 roku liczyła 2759 mieszkańców. 